# جوناثان ديكسون (ممثل أمريكي)
جوناثان ديكسون (بالإنجليزية: Jonathan Dixon)‏ مواليد 25 أكتوبر 1965 في لوس أنجلوس، هو ممثل أمريكي بدأ مسيرته الفنية سنة 2003.

## الأعمال
- إيلياس
- الضياع
- مهمة مستحيلة 3
- ستار تريك
- سوبر 8
- ستار تريك إلى الظلام

## روابط خارجية
- جوناثان ديكسون على موقع IMDb (الإنجليزية)
- جوناثان ديكسون على موقع قاعدة بيانات الفيلم (الإنجليزية)